# Dorsiflexión
Dorsiflexión o flexión dorsal es el movimiento que reduce el ángulo entre el pie y la pierna en el cual los dedos del pie se acercan a la espinilla. El movimiento opuesto se llama flexión plantar. Ocurre en el tobillo.
El rango de movimiento de la dorsiflexión indicado en la literatura es de 20° a 30°
- Datos: Q492331